# Водне поло на літніх Олімпійських іграх 2016 (склади, чоловіки)
У цій статті представлено склади команд у чоловічому турнірі з водного поло на літніх Олімпійських іграх 2016, що проходили в Ріо-де-Жанейро.
| Поз. | Позиція              | №  | Номер на плавальній шапочці |
| ЦН   | Центральний нападник | ЦБ | Центрбек                    |
| З    | Захисник             | В  | Воротар                     |

## Група A

### Австралія
На Олімпіаді 2016 австралійська чоловіча збірна з водного поло виступала у такому складі. Спочатку в заявку на участь увійшов Натан Пауер, але він травмував кисть під час тренувального збору в Хорватії й тому його замінив Тайлер Мартін.
Головний тренер:  Елвіс Фатович
| №  | Ім'я             | Поз. | Зріст  | Вага   | Дата народження | Клуб на 2016 рік        |
| -- | ---------------- | ---- | ------ | ------ | --------------- | ----------------------- |
| 1  | Джоел Деннерлі   | В    | 195 см | 91 кг  | 25 червня 1987  | UNSW Wests Magpies      |
| 2  | Річард Кемпбелл  | ЦБ   | 193 см | 99 кг  | 28 вересня 1987 | UNSW Wests Magpies      |
| 3  | Джордж Форд      | ЦБ   | 192 см | 95 кг  | 24 лютого 1993  | UWA Torpedoes           |
| 4  | Джоньо Коттерілл | З    | 193 см | 88 кг  | 27 жовтня 1987  | Sydney University Lions |
| 5  | Тайлер Мартін    | ЦН   | 200 см | 108 кг | 13 лютого 1993  | UNSW Wests Magpies      |
| 6  | Джеррод Гілхріст | З    | 189 см | 90 кг  | 13 червня 1990  | UNSW Wests Magpies      |
| 7  | Ейден Роуч       | З    | 187 см | 88 кг  | 7 вересня 1990  | Drummoyne Devils        |
| 8  | Аарон Янгер      | З    | 193 см | 100 кг | 25 вересня 1991 | Szolnoki Dózsa          |
| 9  | Джоел Свіфт      | З    | 190 см | 103 кг | 14 червня 1990  | Fremantle Mariners      |
| 10 | Джо Кеєс         | ЦН   | 198 см | 125 кг | 3 січня 1991    | Cronulla Sharks         |
| 11 | Ріс Гоуден       | З    | 189 см | 84 кг  | 2 квітня 1987   | Brisbane Barracudas     |
| 12 | Мітчелл Емері    | З    | 185 см | 89 кг  | 27 вересня 1990 | Drummoyne Devils        |
| 13 | Джеймс Стентон   | В    | 200 см | 93 кг  | 21 липня 1983   | Victorian Seals         |

### Бразилія
На Олімпіаді 2016 бразильська чоловіча збірна з водного поло виступала у такому складі.
Головний тренер:  Ратко Рудич
| №  | Ім'я               | Поз. | Зріст  | Вага   | Дата народження   | Клуб на 2016 рік |
| -- | ------------------ | ---- | ------ | ------ | ----------------- | ---------------- |
| 1  | Слободан Соро      | В    | 196 см | 100 кг | 23 грудня 1978    | Botafogo         |
| 2  | Жонас Крівелла     | З    | 186 см | 79 кг  | 30 квітня 1988    | Botafogo         |
| 3  | Руда Франко        | З    | 185 см | 90 кг  | 25 липня 1986     | SESI São Paulo   |
| 4  | Івес Гонсалес      | ЦН   | 191 см | 102 кг | 12 жовтня 1980    | Pinheiros        |
| 5  | Паулу Салемі       | ЦБ   | 191 см | 94 кг  | 8 серпня 1993     | Botafogo         |
| 6  | Бернардо Гомес     | З    | 191 см | 98 кг  | 12 листопада 1993 | Botafogo         |
| 7  | Андрія Дельгадо    | З    | 188 см | 88 кг  | 7 квітня 1990     | Pinheiros        |
| 8  | Феліпе Сілва       | ЦБ   | 192 см | 94 кг  | 8 серпня 1984     | Pinheiros        |
| 9  | Бернардо Роша      | ЦБ   | 184 см | 96 кг  | 3 липня 1989      | SESI São Paulo   |
| 10 | Феліпе Перроне (c) | З    | 183 см | 94 кг  | 27 лютого 1986    | Botafogo         |
| 11 | Густаво Гімараєш   | З    | 186 см | 89 кг  | 24 січня 1994     | Pinheiros        |
| 12 | Жозіп Врлік        | ЦН   | 196 см | 120 кг | 25 квітня 1986    | Botafogo         |
| 13 | Вінісіус Антонеллі | В    | 182 см | 88 кг  | 1 травня 1990     | Pinheiros        |

### Греція
На Олімпіаді 2016 грецька чоловіча збірна з водного поло виступала у такому складі.
Головний тренер: Тодоріс Влахос
| №  | Ім'я                    | Поз. | Зріст  | Вага   | Дата народження | Клуб на 2016 рік |
| -- | ----------------------- | ---- | ------ | ------ | --------------- | ---------------- |
| 1  | Константінос Флегкас    | В    | 192 см | 88 кг  | 17 липня 1988   | Ydraikos         |
| 2  | Еммануїл Милонакіс      | З    | 185 см | 75 кг  | 9 квітня 1985   | Olympiacos       |
| 3  | Георгіос Дервісіс       | ЦБ   | 195 см | 92 кг  | 30 жовтня 1994  | Olympiacos       |
| 4  | Константінос Генідуніас | З    | 183 см | 87 кг  | 3 травня 1993   | Olympiacos       |
| 5  | Іоанніс Фунтуліс        | З    | 186 см | 90 кг  | 28 травня 1988  | Olympiacos       |
| 6  | Киріакос Понтікеас      | ЦБ   | 192 см | 84 кг  | 9 травня 1991   | Olympiacos       |
| 7  | Хрістос Афрудакіс (c)   | З    | 188 см | 88 кг  | 23 травня 1984  | Vouliagmeni      |
| 8  | Евангелос Делакас       | ЦБ   | 189 см | 90 кг  | 8 лютого 1985   | Olympiacos       |
| 9  | Константінос Мурікіс    | ЦН   | 197 см | 109 кг | 11 липня 1988   | Olympiacos       |
| 10 | Хрістодулос Коломвос    | ЦН   | 186 см | 103 кг | 26 жовтня 1988  | Olympiacos       |
| 11 | Александрос Гунас       | З    | 179 см | 73 кг  | 3 жовтня 1989   | Olympiacos       |
| 12 | Ангелос Влахопулос      | З    | 179 см | 75 кг  | 28 вересня 1991 | Posillipo        |
| 13 | Стефанос Галанопулос    | В    | 197 см | 89 кг  | 22 лютого 1993  | Olympiacos       |

### Угорщина
На Олімпіаді 2016 угорська чоловіча збірна з водного поло виступала у такому складі.
Головний тренер: Tibor Benedek
| №  | Ім'я               | Поз. | Зріст  | Вага   | Дата народження | Клуб на 2016 рік |
| -- | ------------------ | ---- | ------ | ------ | --------------- | ---------------- |
| 1  | Віктор Надь        | В    | 198 см | 100 кг | 24 липня 1984   | Szolnoki Dózsa   |
| 2  | Гергьо Заланкі     | ЦБ   | 192 см | 85 кг  | 26 лютого 1995  | Orvosegyetem     |
| 3  | Крістіан Мангерц   | З    | 185 см | 84 кг  | 6 лютого 1997   | Szeged           |
| 4  | Балаж Ердельї      | З    | 196 см | 94 кг  | 16 лютого 1990  | Eger             |
| 5  | Мартон Вамош       | З    | 199 см | 105 кг | 24 червня 1992  | Szolnoki Dózsa   |
| 6  | Норберт Гошнянські | З    | 196 см | 101 кг | 4 березня 1984  | Eger             |
| 7  | Адам Декер         | З    | 203 см | 110 кг | 29 лютого 1984  | Eger             |
| 8  | Мартон Сівош       | ЦБ   | 192 см | 95 кг  | 19 серпня 1981  | Bp. Honvéd       |
| 9  | Даніель Варга      | З    | 201 см | 96 кг  | 24 вересня 1983 | Ferencváros      |
| 10 | Денеш Варга (c)    | З    | 193 см | 97 кг  | 29 березня 1987 | Szolnoki Dózsa   |
| 11 | Габор Кіш          | ЦН   | 194 см | 110 кг | 27 вересня 1982 | Szolnoki Dózsa   |
| 12 | Балаж Харай        | ЦН   | 202 см | 110 кг | 5 квітня 1987   | Eger             |
| 13 | Аттіла Декер       | В    | 197 см | 78 кг  | 25 серпня 1987  | Bp. Honvéd       |

### Японія
На Олімпіаді 2016 японська чоловіча збірна з водного поло виступала у такому складі.
Головний тренер: Такахіса Мінамі
| №  | Ім'я              | Поз. | Зріст  | Вага  | Дата народження | Клуб на 2016 рік |
| -- | ----------------- | ---- | ------ | ----- | --------------- | ---------------- |
| 1  | Кацуюкі Танамура  | В    | 184 см | 84 кг | 3 серпня 1989   | Bourbon WP Club  |
| 2  | Сейя Адаті        | З    | 172 см | 67 кг | 24 червня 1995  | Nippon Sport     |
| 3  | Ацусі Арай        | З    | 168 см | 62 кг | 3 лютого 1994   | Nippon Sport     |
| 4  | Міцуакі Сіга      | З    | 177 см | 75 кг | 16 вересня 1991 | All-Nittaidai    |
| 5  | Акіра Янасе       | ЦН   | 190 см | 95 кг | 11 серпня 1988  | All-Nittaidai    |
| 6  | Ацуто Ііда        | ЦБ   | 181 см | 82 кг | 24 грудня 1993  | Nippon Sport     |
| 7  | Юсуке Сімідзу (к) | ЦН   | 181 см | 85 кг | 7 вересня 1988  | Bourbon WP Club  |
| 8  | Юкі Кадоно        | З    | 177 см | 72 кг | 14 вересня 1990 | All-Nittaidai    |
| 9  | Кодзі Такей       | З    | 176 см | 78 кг | 30 липня 1990   | All-Nittaidai    |
| 10 | Кеня Ясуда        | ЦБ   | 182 см | 77 кг | 29 березня 1989 | Bourbon WP Club  |
| 11 | Кейго Окава       | ЦБ   | 183 см | 96 кг | 11 березня 1990 | All-Nittaidai    |
| 12 | Сьота Хадзуй      | З    | 177 см | 77 кг | 30 вересня 1986 | Bourbon WP Club  |
| 13 | Томойосі Фукусіма | В    | 177 см | 75 кг | 3 червня 1993   | Nippon Sport     |

### Сербія
На Олімпіаді 2016 сербська чоловіча збірна з водного поло виступала у такому складі.
Головний тренер: Dejan Savić
| №  | Ім'я               | Поз. | Зріст  | Вага  | Дата народження | Клуб на 2016 рік |
| -- | ------------------ | ---- | ------ | ----- | --------------- | ---------------- |
| 1  | Гойко Пієтлович    | В    | 194 см | 92 кг | 7 серпня 1983   | CSM Oradea       |
| 2  | Душан Мандич       | З    | 202 см | 96 кг | 16 червня 1994  | Pro Recco        |
| 3  | Живко Гоцич (к)    | З    | 193 см | 91 кг | 22 серпня 1982  | Szolnoki Dózsa   |
| 4  | Сава Ранджелович   | ЦБ   | 193 см | 93 кг | 17 липня 1993   | AN Brescia       |
| 5  | Мілош Чук          | З    | 191 см | 91 кг | 21 грудня 1990  | Eger             |
| 6  | Душко Пієтлович    | ЦН   | 192 см | 91 кг | 25 квітня 1985  | Pro Recco        |
| 7  | Слободан Нікич     | ЦН   | 197 см | 96 кг | 25 січня 1983   | Orvosegyetem     |
| 8  | Мілан Алексич      | ЦБ   | 193 см | 93 кг | 13 травня 1986  | Szolnoki Dózsa   |
| 9  | Нікола Якшич       | ЦБ   | 197 см | 90 кг | 17 січня 1997   | Partizan         |
| 10 | Філіп Філіпович    | З    | 196 см | 93 кг | 2 травня 1987   | Pro Recco        |
| 11 | Андрія Прлайнович  | З    | 187 см | 91 кг | 28 квітня 1988  | Szolnoki Dózsa   |
| 12 | Стефан Мітрович    | З    | 195 см | 91 кг | 29 березня 1988 | Ferencváros      |
| 13 | Бранислав Митрович | В    | 201 см | 96 кг | 30 січня 1985   | Eger             |

## Група B

### Хорватія
На Олімпіаді 2016 хорватська чоловіча збірна з водного поло виступала у такому складі.
Головний тренер: Івіца Туцак
| №  | Ім'я             | Поз. | Зріст  | Вага   | Дата народження | Клуб на 2016 рік |
| -- | ---------------- | ---- | ------ | ------ | --------------- | ---------------- |
| 1  | Йосип Павич (к)  | В    | 195 см | 90 кг  | 15 січня 1982   | Olympiacos       |
| 2  | Дамір Бурич      | ЦБ   | 205 см | 115 кг | 2 грудня 1980   | Primorje Rijeka  |
| 3  | Антоніо Петкович | З    | 190 см | 90 кг  | 11 січня 1986   | Sport Management |
| 4  | Лука Лончар      | ЦН   | 195 см | 106 кг | 26 червня 1987  | HAVK Mladost     |
| 5  | Маро Йокович     | З    | 203 см | 95 кг  | 1 жовтня 1987   | Jug Dubrovnik    |
| 6  | Лука Букич       | З    | 195 см | 90 кг  | 30 квітня 1994  | HAVK Mladost     |
| 7  | Хав'єр Гарсія    | ЦН   | 198 см | 92 кг  | 5 січня 1984    | Primorje Rijeka  |
| 8  | Андро Бушлє      | ЦБ   | 200 см | 115 кг | 4 січня 1986    | Posillipo        |
| 9  | Сандро Сукно     | ЦН   | 200 см | 93 кг  | 30 червня 1990  | Pro Recco        |
| 10 | Іван Крапич      | ЦН   | 194 см | 103 кг | 14 лютого 1989  | Primorje Rijeka  |
| 11 | Анджело Шетка    | З    | 186 см | 87 кг  | 14 вересня 1985 | Primorje Rijeka  |
| 12 | Марко Мацан      | ЦБ   | 196 см | 109 кг | 26 квітня 1993  | Jug Dubrovnik    |
| 13 | Марко Біяч       | В    | 201 см | 85 кг  | 12 січня 1991   | Jug Dubrovnik    |

### Франція
На Олімпіаді 2016 французька чоловіча збірна з водного поло виступала у такому складі.
Головний тренер: Florian Bruzzo
| №  | Ім'я                    | Поз. | Зріст  | Вага   | Дата народження  | Клуб на 2016 рік |
| -- | ----------------------- | ---- | ------ | ------ | ---------------- | ---------------- |
| 1  | Ремі Горсо              | В    | 190 см | 82 кг  | 19 липня 1984    | CN Marseille     |
| 2  | Ремі Содадьє            | ЦН   | 198 см | 95 кг  | 20 березня 1986  | Spandau 04       |
| 3  | Ігор Ковачевич          | ЦБ   | 190 см | 88 кг  | 3 листопада 1988 | CN Marseille     |
| 4  | Ензо Хас                | ЦН   | 203 см | 105 кг | 13 серпня 1993   | CN Marseille     |
| 5  | Ромен Блярі             | ЦН   | 195 см | 103 кг | 20 жовтня 1985   | Team Strasbourg  |
| 6  | Тібо Сімон              | З    | 192 см | 98 кг  | 18 грудня 1983   | CN Marseille     |
| 7  | Уго Грузія              | З    | 190 см | 94 кг  | 27 жовтня 1990   | Szolnoki Dózsa   |
| 8  | Міхал Іждінскі          | З    | 178 см | 75 кг  | 23 липня 1992    | Olympic Nice     |
| 9  | Мехді Марзукі           | З    | 192 см | 103 кг | 26 травня 1987   | Spandau 04       |
| 10 | Матьє Пессон            | ЦБ   | 185 см | 105 кг | 29 вересня 1982  | Team Strasbourg  |
| 11 | Петар Томашевич         | З    | 192 см | 102 кг | 2 січня 1989     | Olympic Nice     |
| 12 | Александре Камараса (к) | ЦН   | 193 см | 104 кг | 10 червня 1987   | CN Marseille     |
| 13 | Жонатан Мор'ям          | В    | 203 см | 104 кг | 19 червня 1984   | CN Noisy         |

### Італія
На Олімпіаді 2016 італійська чоловіча збірна з водного поло виступала у такому складі.
Головний тренер: Алессандро Кампанья
| №  | Ім'я                 | Поз. | Зріст  | Вага   | Дата народження   | Клуб на 2016 рік  |
| -- | -------------------- | ---- | ------ | ------ | ----------------- | ----------------- |
| 1  | Стефано Темпесті (к) | В    | 205 см | 100 кг | 9 червня 1979     | Pro Recco         |
| 2  | Франческо Ді Фульвіо | З    | 190 см | 88 кг  | 15 серпня 1993    | Pro Recco         |
| 3  | Нікколо Джітто       | ЦБ   | 190 см | 90 кг  | 12 жовтня 1986    | Pro Recco         |
| 4  | П'єтро Фільйолі      | З    | 191 см | 98 кг  | 29 травня 1984    | Pro Recco         |
| 5  | Алессандро Велотто   | ЦБ   | 186 см | 85 кг  | 21 лютого 1995    | Canottieri Napoli |
| 6  | Мікаель Бодегас      | ЦН   | 192 см | 102 кг | 3 травня 1987     | Pro Recco         |
| 7  | Андреа Фонделлі      | З    | 190 см | 96 кг  | 27 лютого 1994    | Pro Recco         |
| 8  | Валентіно Галло      | З    | 192 см | 95 кг  | 17 липня 1985     | Posillipo         |
| 9  | Крістіан Прешутті    | З    | 184 см | 87 кг  | 27 листопада 1982 | Pro Recco         |
| 10 | Ніколас Прешутті     | ЦБ   | 189 см | 93 кг  | 14 грудня 1993    | Pro Recco         |
| 11 | Маттео Айкарді       | ЦН   | 192 см | 102 кг | 19 квітня 1986    | Pro Recco         |
| 12 | Алессандро Нора      | З    | 191 см | 85 кг  | 24 травня 1987    | AN Brescia        |
| 13 | Марко Дель Лунго     | В    | 190 см | 97 кг  | 1 березня 1990    | AN Brescia        |

### Чорногорія
На Олімпіаді 2016 чорногорська чоловіча збірна з водного поло виступала у такому складі.
Головний тренер: Vladimir Gojković
| №  | Ім'я               | Поз. | Зріст  | Вага   | Дата народження  | Клуб на 2016 рік  |
| -- | ------------------ | ---- | ------ | ------ | ---------------- | ----------------- |
| 1  | Здравко Радич      | В    | 193 см | 96 кг  | 24 червня 1979   | Lazio             |
| 2  | Драшко Бргулян     | З    | 194 см | 92 кг  | 27 грудня 1984   | Orvosegyetem      |
| 3  | Вєкослав Паскович  | З    | 180 см | 86 кг  | 23 березня 1985  | Galatasaray       |
| 4  | Антоніо Петрович   | ЦН   | 193 см | 98 кг  | 24 вересня 1982  | Primorje Rijeka   |
| 5  | Дарко Бргулян      | ЦБ   | 180 см | 97 кг  | 5 листопада 1990 | Canottieri Napoli |
| 6  | Александар Радович | З    | 191 см | 98 кг  | 24 лютого 1987   | Waspo Hannover    |
| 7  | Младжан Янович     | З    | 180 см | 97 кг  | 11 червня 1984   | Galatasaray       |
| 8  | Урош Чучкович      | З    | 199 см | 101 кг | 25 квітня 1990   | Eger              |
| 9  | Александар Івович  | ЦБ   | 197 см | 107 кг | 24 лютого 1986   | Pro Recco         |
| 10 | Саша Мішич         | ЦН   | 198 см | 109 кг | 27 березня 1987  | Kinef Kirishi     |
| 11 | Філіп Кліковач     | ЦН   | 190 см | 118 кг | 7 лютого 1989    | Posillipo         |
| 12 | Предраг Йокич (c)  | ЦБ   | 188 см | 102 кг | 3 лютого 1983    | Waspo Hannover    |
| 13 | Мілош Щепанович    | В    | 185 см | 86 кг  | 9 жовтня 1982    | Galatasaray       |

### Іспанія
На Олімпіаді 2016 іспанська чоловіча збірна з водного поло виступала у такому складі.
Головний тренер: Габріель Ернандес
| №  | Ім'я                  | Поз. | Зріст  | Вага   | Дата народження | Клуб на 2016 рік |
| -- | --------------------- | ---- | ------ | ------ | --------------- | ---------------- |
| 1  | Іньякі Агілар         | В    | 189 см | 82 кг  | 9 вересня 1983  | Terrassa         |
| 2  | Альберто Мунарріс     | ЦН   | 197 см | 105 кг | 19 травня 1994  | Barceloneta      |
| 3  | Рікард Аларкон        | З    | 186 см | 90 кг  | 18 серпня 1991  | Terrassa         |
| 4  | Марк Рока Барсело     | ЦН   | 188 см | 94 кг  | 21 січня 1988   | Barceloneta      |
| 5  | Гільєрмо Моліна (c)   | З    | 194 см | 105 кг | 16 березня 1984 | AN Brescia       |
| 6  | Марк Мінгель          | З    | 186 см | 93 кг  | 14 січня 1985   | Barceloneta      |
| 7  | Балаж Сіраньї Шомодьї | ЦН   | 196 см | 108 кг | 10 січня 1983   | Barceloneta      |
| 8  | Альберт Еспаньйоль    | ЦН   | 189 см | 86 кг  | 29 жовтня 1985  | Barceloneta      |
| 9  | Рохер Тахуль          | ЦН   | 195 см | 104 кг | 11 травня 1997  | Barceloneta      |
| 10 | Франциско Фернандес   | ЦБ   | 185 см | 84 кг  | 21 червня 1986  | Barceloneta      |
| 11 | Блай Малларах         | ЦБ   | 187 см | 87 кг  | 21 серпня 1987  | Olympiacos       |
| 12 | Гонсало Еченіке       | ЦБ   | 194 см | 96 кг  | 27 квітня 1990  | Primorje Rijeka  |
| 13 | Даніель Лопес         | В    | 191 см | 91 кг  | 16 липня 1980   | Barceloneta      |

### США
На Олімпіаді 2016 американська чоловіча збірна з водного поло виступала у такому складі.
Головний тренер:  Dejan Udovičić
| №  | Ім'я             | Поз. | Зріст  | Вага   | Дата народження   | Клуб на 2016 рік       |
| -- | ---------------- | ---- | ------ | ------ | ----------------- | ---------------------- |
| 1  | Меррілл Мозес    | В    | 191 см | 93 кг  | 13 серпня 1977    | New York Athletic Club |
| 2  | Томас Данстен    | З    | 192 см | 91 кг  | 29 вересня 1997   | Regency WP Club        |
| 3  | Бен Геллок       | ЦН   | 196 см | 95 кг  | 22 листопада 1997 | Los Angeles WP Club    |
| 4  | Алекс Оберт      | ЦБ   | 198 см | 102 кг | 18 грудня 1991    | New York Athletic Club |
| 5  | Алекс Релсе      | ЦБ   | 200 см | 104 кг | 10 січня 1995     | UCLA Bruins            |
| 6  | Лука Купідо      | З    | 193 см | 95 кг  | 9 листопада 1995  | Newport WP Foundation  |
| 7  | Джош Семюелс     | З    | 193 см | 93 кг  | 8 липня 1991      | New York Athletic Club |
| 8  | Тоні Азеведо (c) | З    | 185 см | 89 кг  | 21 листопада 1981 | New York Athletic Club |
| 9  | Алекс Бовен      | З    | 196 см | 100 кг | 14 вересня 1993   | New York Athletic Club |
| 10 | Брет Бонанні     | З    | 193 см | 93 кг  | 20 січня 1994     | New York Athletic Club |
| 11 | Джессі Сміт      | ЦБ   | 193 см | 109 кг | 27 квітня 1983    | New York Athletic Club |
| 12 | Джон Менн        | ЦН   | 198 см | 113 кг | 27 січня 1978     | New York Athletic Club |
| 13 | Макквін Бейрон   | В    | 203 см | 104 кг | 27 жовтня 1995    | Regency WP Club        |